# Pilea forsythiana
Pilea forsythiana är en nässelväxtart som beskrevs av Hugh Algernon Weddell. Pilea forsythiana ingår i släktet pileor, och familjen nässelväxter. Inga underarter finns listade i Catalogue of Life.